# Кот-де-Неж
Кот-де-Неж (фр. Côte-des-Neiges — CDN, «снежный ранг») — район Монреаля (Канада) в составе округа Кот-де-Неж-Нотр-Дам-де-Грас (Côte-des-Neiges — Notre-Dame-de-Grâce — CDN — NDG). Известен в основном как учрежденческий полюс города: в нём находится свыше тридцади обителей культа (в том числе знаменитый Ораторий святого Иосифа), десяток учебных заведений (в том числе Монреальский университет), крупнейшее кладбище Канады Нотр-Дам-де-Неж, а также несколько известных спортивных и общественных центров. На территории округа находится известный парк Мон-Руаяль, основанный Фредериком Олмстедом (Frederick Law Olmsted) в 1876 году (создатель центрального парка в Нью-Йорке). Самые лучшие и современные медицинские комплексы Канады, также находятся на территории округа — это Еврейский госпиталь (Jewish General Hospital) и Сент-Жюстин (Sainte-Justine — детский госпиталь).
Кот-де-Неж считается отчасти самым известным районом Монреаля из-за доступности недорогого социального жилья, что привлекает многие новоприезжие семьи ещё со времени открытия иммиграционной программы начала 1990-х гг. Район является домом для нескольких тысяч жителей России и СНГ на протяжении последнего десятилетия (см. Русский язык в Канаде), хотя, как таковой, признанной русской общины в Кот-де-Неж не существует. По некоторым данным, район Кот-де-Неж, является самым безопасным, для жителей, районом Монреаля. Другой особенностью района считается то, что для более 80 % населения, родным языком не является ни французский, ни английский.

## История
Датой основания Кот-де-Неж считается 1862 год. В два этапа, в 1908 и 1910 годах Кот-де-Неж стал частью города Монреаль. В начале 90-х годов, с открытием канадским правительством иммиграционной программы, стал одним из самых «интернациональных» районов Монреаля, а также местом концентрации самого большого количества эмигрантов из стран бывшего СССР.
Русской общиной Кот-де-Неж считать нельзя хотя бы потому что район как таковой не содержит достаточной концентрации русскоязычных магазинов, организаций и вещательных компаний (или хотя бы печатных издательств), например, как в тех же Нью-Йорке и Бостоне.

## Известные жители и уроженцы
- Бессетт, Андре (1845—1937) — католический святой, монах.